# Inocybe brunneotomentosa
Inocybe brunneotomentosa är en svampart som tillhör divisionen basidiesvampar, och som beskrevs av H.S.C. Huijsman. Inocybe brunneotomentosa ingår i släktet Inocybe, och familjen Crepidotaceae. Arten är reproducerande i Sverige.